# Langlieria socqueti
Langlieria socqueti — вимерлий вид лопатеперих риб родини Tristichopteridae 
. Вид існував у кінці девоні, 372-358 млн років тому. Скам'янілі рештки виду знайдені у  Бельгії.